# Arrast-Larrebieu
Arrast-Larrebieu è un comune francese di 102 abitanti situato nel dipartimento dei Pirenei Atlantici nella regione della Nuova Aquitania.

## Società

### Evoluzione demografica
Abitanti censiti